# Municipio de Valley (condado de Ellsworth)
El municipio de Valley (en inglés: Valley Township) es un municipio ubicado en el condado de Ellsworth en el estado estadounidense de Kansas. En el año 2010 tenía una población de 538 habitantes y una densidad poblacional de 5,77 personas por km².

## Geografía
El municipio de Valley se encuentra ubicado en las coordenadas 38°33′30″N 98°26′2″O / 38.55833, -98.43389. Según la Oficina del Censo de los Estados Unidos, el municipio tiene una superficie total de 93.16 km², de la cual 93,03 km² corresponden a tierra firme y (0,14 %) 0,13 km² es agua.

## Demografía
Según el censo de 2010, había 538 personas residiendo en el municipio de Valley. La densidad de población era de 5,77 hab./km². De los 538 habitantes, el municipio de Valley estaba compuesto por el 97,21 % blancos, el 0,56 % eran amerindios, el 0,19 % eran asiáticos, el 0,19 % eran de otras razas y el 1,86 % eran de una mezcla de razas. Del total de la población el 0,56 % eran hispanos o latinos de cualquier raza.